# Сєверцов Олексій Миколайович
Сє́верцов Олексі́й Микола́йович (* 11 (23) вересня 1866, Москва, Російська імперія — †19 грудня 1936, Москва, РРФСР, СРСР) — російський і радянський зоолог, еволюційний біолог, ембріолог, професор порівняльної анатомії Тартуського (з 1899), Київського (1902—1911) та Московського університетів; дійсний член АН СРСР (з 1920) та АН УРСР (з 1925).
Дідусь еволюційного біолога Олексія Сергійовича Сєверцова.

## Життєпис
Закінчив Московський університет (1890). Учень М. О. Мензбіра. З 1899 професор Юр'ївського університету, з 1902 — Київського університету, в 1911—1930 — Московського університету. У 1930 з ініціативи та за участю Сєверцова в системі АН СРСР була організована лабораторія еволюційної морфології, перетворена в 1935 на інститут еволюційної морфології і палеозоології (нині Інститут проблем екології і еволюції імені А. М. Сєверцова РАН).
Основні праці з метамерії голови (1891 — 1901) і походження парних кінцівок хребетних тварин (1900, 1908, 1926), а також дослідження з еволюції нижчих хребетних (1916—1927) отримали світове визнання. У філогенетичних роботах прагнув зіставити дані порівняльно-анатомічних і ембріологічних досліджень з палеонтологічними фактами; підкреслював необхідність вивчати при з'ясуванні філогенезу будову, розвиток та функціональне значення всіх систем органів. Висунув теорію походження п'ятипалої кінцівки з 7 — 10-променевої кінцівки предків, що сталася, у свою чергу, від багатопроменевого плавця стародавніх рибоподібних форм.
Сєверцов — засновник еволюційної морфології тварин. В його творах з'ясовані шляхи та напрямки біологічного та морфо-фізіологічного прогресу і регресу, створено вчення про типи (модусу) філогенетичних змін органів та функцій і філогенетичних кореляціях (координаціях). Сєверцов встановив основні напрямки, якими досягається біологічний прогрес. Це ароморфоз — підвищення інтенсивності життєдіяльності організму, ідіоадаптація (окреме пристосування до умов існування). Центральне місце в теоретичному доробку Сєверцова займає проблема співвідношення індивідуального і історичного розвитку (див. біогенетичний закон). Розробив теорію філембріогенезу, згідно з якою еволюція здійснюється шляхом зміни ходу онтогенезу. Закономірності еволюції, з'ясовані Сєверцовим, узагальнені ним у монографії «Морфологічні закономірності еволюції» (нім. вид. 1931, укр. вид., розширене і доповнене, 1939). Сєверцов — творець радянської школи морфологів-еволюціоністів. Олексій Миколайович створив наукові школи — київську і московську. У 1969 засновано премію імені О. М. Сєверцова.